# Юрловская голосистая (порода кур)

Группа молодых юрловских голосистых кур

Ю́рловская голоси́стая — старинная российская порода голосистых кур.

## Общая характеристика
Современные юрловские куры характеризуются грубым телосложением, мощным развитием грудной клетки, продолжительным пением петухов и кур, высокой живой массой птицы и массой откладываемых яиц. Существуют два основных направления разведения этой птицы — выставочно-спортивное с приоритетным отбором по признакам голосистости петухов и продуктивное с предпочтением тяжелой крупнояичной курицы. Первое направление наиболее распространено. Петухов, поющих басом, баритоном, тенором, отбирают по продолжительности пения. Этот признак сильно варьирует, петухи поют от 4 до 8 секунд. Однако, встречаются особи, сохранившие способность к длительному пению 10—12 секунд, менее часто встречаются рекордисты — до 16 секунд.

## История

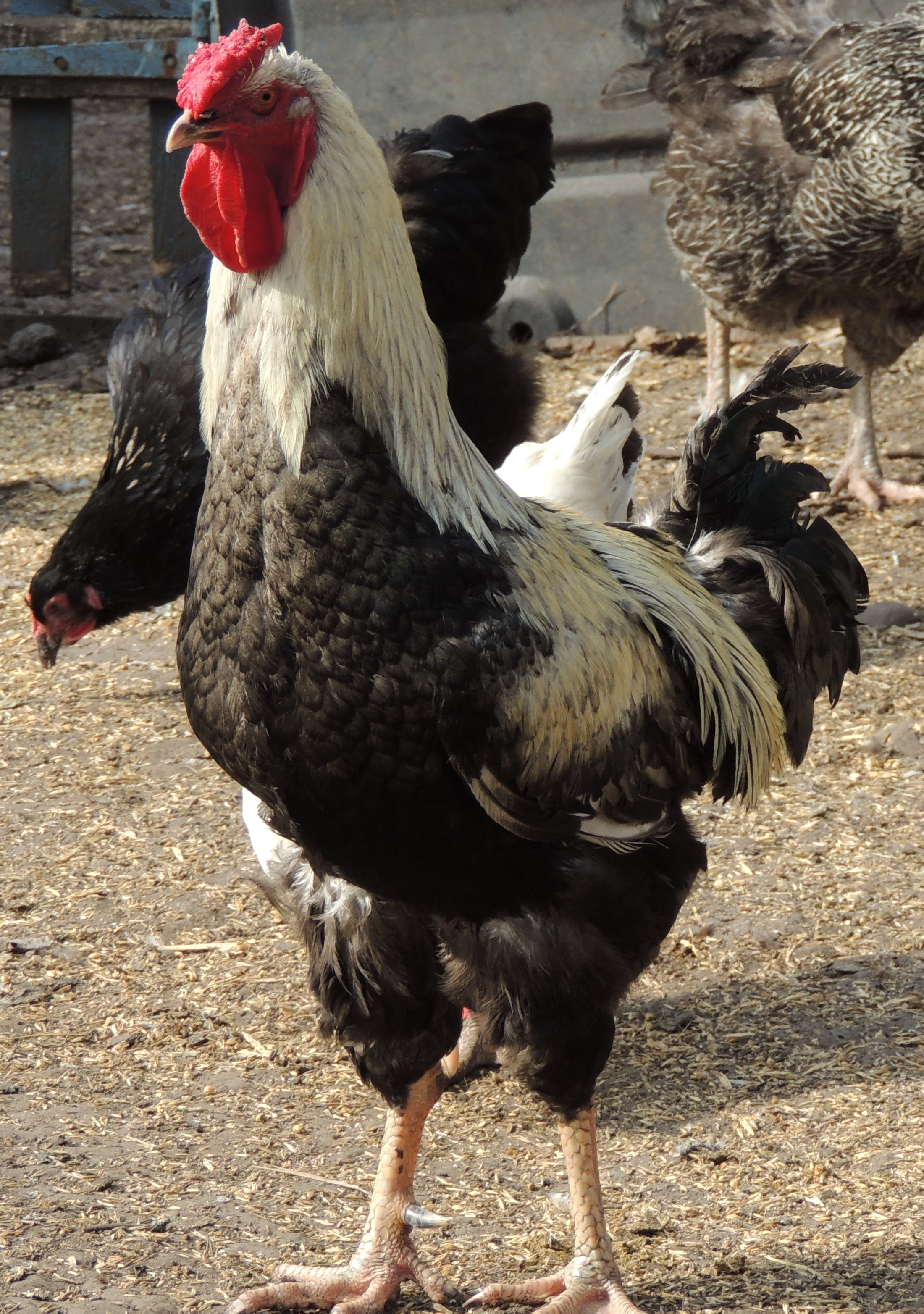
Петух юрловской голосистой породы чёрно-серебристой окраски оперения

Страна происхождения — Россия (Орловская, Курская, Воронежская губернии), XIX век, названа по местности наибольшего распространения и признаку продолжительного пения петухов. Есть данные, что порода сформировалась как результат увлечения крестьянами спортом петушиного пения на основе местной русской крупнояичной курицы и бойцовых кур, а также брамы и лангшанов. По одной из версий происхождения эта порода была наиболее популярна в городе Ливны и Ливенском районе Орловской области. Впервые юрловские голосистые петухи демонстрировалась на 8-й очередной Московской выставке осенью 1911 года.

## Продуктивность
Живая масса: петухи весят 3,5—5,5 кг (взрослая птица — 4,0—5,5 кг, молодая — 3,5—4,0 кг); куры — 2,7—4,5 кг (взрослая птица — 3,5—4,5 кг, молодая — 2,7—3,3 кг).
Яйценоскость: средняя (120—130 яиц за биологический год). Минимальная масса инкубационного яйца 60 г, цвет скорлупы светло-коричневый.
Встречаются куры, которые на первом году жизни откладывают яйцо массой целых 80—90 г.

## Экстерьер и стандарт породы
Ниже приведены экстерьерные породные признаки юрловских голосистих кур согласно стандарту породы.
Породные признаки петуха
| Голова   | Большая, грубая, с широкой лобной костью, развитыми надбровными дугами, слегка удлиненная, с затылком, округлым при виде сбоку |
| Клюв     | Короткий, толстый, крепкий, загнутый, жёлтого, рогового или черного цвета в зависимости от окраски оперения; под клювом четко выделяется кожная складка |
| Гребень  | Листовидный — среднего размера, высотой не более 5 см, прямостоячий, следует линии затылка, с 5-7 неглубокими, равномерно сформировавшимися зубцами или розовидный — среднего размера, без шипа, гладкий или равномерно слабошероховатый, следует линии затылка |
| Глаза    | Оранжево-красные, глубоко посажены под четко выраженными надбровными дугами, создающими впечатление «мрачного» взгляда |
| Лицо     | Гладкое, красное, слегка опушенное мелкими редкими щетинками |
| Мочки    | Красные, средней величины, продолговатые, нежной консистенции |
| Сережки  | Блестяще-красные, средней величины, овальные, хорошо закругленные, без складок |
| Шея      | Длинная, полная, строго прямая, средне оперенная |
| Тело     | Массивное, с широкими выдающимися плечами, в передней части приподнятое, глубокое, длинное, с длинным килем, по форме промежуточное между трапецией и прямоугольником                                                                                           |
| Спина    | Широкая, длинная, слегка выпуклая или прямая, сужается к хвосту |
| Грудь    | Широкая, округлая, глубокая, слегка выпуклая, сильно развита |
| Живот    | Упругий, подтянутый, слабо развитый |
| Крылья   | Средней длины, широкие, плотно прилегающие к телу параллельно линии спины |
| Хвост    | Средней величины, густо оперенный, сомкнутый, со средне- и слаборазвитыми короткими косицами, поставлен под углом 90° к линии спины |
| Голени   | Длинные, мускулистые, сильно выступающие, обильно оперенные |
| Плюсны   | Длинные (14 см и более), толстые, гладкие, неоперенные, жёлтые |
| Пальцы   | 4, длинные, широко и прямо расставленные, с длинными когтями, окраска жёлтая, когти — жёлтого, рогового или черного цвета |
| Оперение | Относительно пышное, но плотно прилегающее к телу, по структуре больше жесткое, чем мягкое, перья широкие |

Породные признаки курицы
Породные признаки курицы аналогичны признакам петуха за исключением признаков, обусловленных полом; менее приподнятый спереди постав фигуры, скорее горизонтальный, хвост сомкнутый, расположенный под углом 40—45° к линии спины. Живот более развитый, объёмный, не свисающий. Подклювная кожная складка сильнее развита, чем у петуха, прямая шея с небольшим изгибом в основании. Окраска плюсен и пальцев жёлтая.
Окраска оперения
Чёрная с серебристым или золотистым цветом шеи, плеч, спины и поясничных перьев, светлая колумбийская, палевая колумбийская, лососевая, серебристо-очерченная, золотисто-очерченная, серебристо-крапчатая, золотисто-крапчатая, серебристо-пятнистая.
Допустимые недостатки
1. Слабое развитие подклювной кожной складки.
2. Ушные мочки с небольшими белыми вкраплениями.
3. Слабо развитые надбровные дуги.
4. Слабый наклон спины к хвосту у петуха.
5. Наличие шипа у розовидного гребня, спадающий набок гребень у кур, неравномерно сформировавшиеся зубцы листовидного гребня или сосочки розовидного гребня.
6. Удлиненные сережки.
7. Плюсны и пальцы желтые с черным, коричневым оттенком разной интенсивности, а также черного, зеленоватого цвета у кур (признак зависим от окраски оперения).
8. Иная окраска оперения, отличающаяся от классических вариантов, перечисленных в стандарте, которая может сформироваться как результат взаимодействия комплекса генов, определяющих основную окраску оперения, характерную для генофонда юрловских кур, например, полосатая с аутосомным геном Ав.

Недопустимые недостатки
1. Недостаточная живая масса у взрослой птицы.
2. Тело треугольной формы, узкое, с узкой и неглубокой грудью.
3. Горизонтальный постав туловища у петухов.
4. Короткий киль.
5. Недлинные плюсны (менее 14 см у петухов, менее 10 см у кур).
6. Тонкие плюсны.
7. Плюсны и пальцы оперенные или со следами оперения.
8. Переразвитый хвост, «беличий» хвост.
9. Сильно развитые и высоко поставленные серповидные косицы хвоста у петухов.
10. Слишком рыхлое или слишком плотное оперение.
11. Не предусмотренная стандартом форма гребня, гребни с дефектами наследственного характера.
12. Заваленные, искривленные и переразвитые гребни (у петухов — более 7 см от основания).
13. Ушные мочки белые или с большим количеством белых вкраплений.
14. Обильно оперенное лицо.
15. Иная, чем в стандарте, окраска кожных покровов (в том числе плюсен, пальцев, клюва) и радужной оболочки глаз.
16. Не описанная выше окраска оперения, не характерная для популяций юрловских кур, например, лавандовая, кремовая, голубая, полосатая, обусловленная геном Ваr.

В связи с постоянным совершенствованием породных качеств юрловских голосистых кур как птицеводами-любителями, так и в генофондных коллекциях, практически перестали встречаться птица с ореховидной и гороховидной формами гребня (они не считаются типичными), уменьшилось разнообразие по окраске кожных покровов, в том числе плюсен и пальцев.

## Генетика
Юрловские куры и их популяции являются объектами исследований их генетической изменчивости и филогенетического родства относительно других пород и популяций домашних кур. В частности, в ходе генотипирования 20 популяций с помощью 14 микросателлитных маркеров было показано, что куры юрловской (украинская популяция) и бергской (нем. Bergische Kräher; три немецкие популяции) голосистых пород существенно отличались друг от друга и занимали противоположные ветви филогенетического дерева.